# Manuale del perfetto Gentilomo
Il Manuale del perfetto Gentilomo è un libro dello scrittore italiano Aldo Busi pubblicato nel 1992.
Scritto in toni parodistici e canzonatori, prende di mira tic e nevrosi umane. Pur contenendo continui riferimenti all'omosessualità il libro si pone come manuale di comportamento per gentiluomini, prescindendo quindi dall'orientamento sessuale.
Tale orientamento, del resto, è frequentemente discusso dall'autore, insofferente a questa rigida categorizzazione, che scrive:
(Aldo Busi, Manuale del perfetto Gentilomo)
Nel libro lo scrittore bresciano veste i panni di Monsignor Diabolus (anagramma di Aldo Busi), redattore di pamphlet di ascendenze rinascimentali e quasi novello Baldassare Castiglione, fustigatore implacabile e moralista giocoso.
Il Manuale del perfetto Gentilomo è il primo dei suoi manuali «per una perfetta umanità».

## Edizioni
- Aldo Busi, Manuale del perfetto gentilomo, collana Oscar, Arnoldo Mondadori Editore, 1992.